# Córtex auditivo

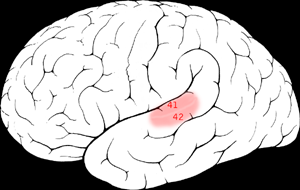
Localização das áreas 41 e 42 de Brodmann em vista lateral.

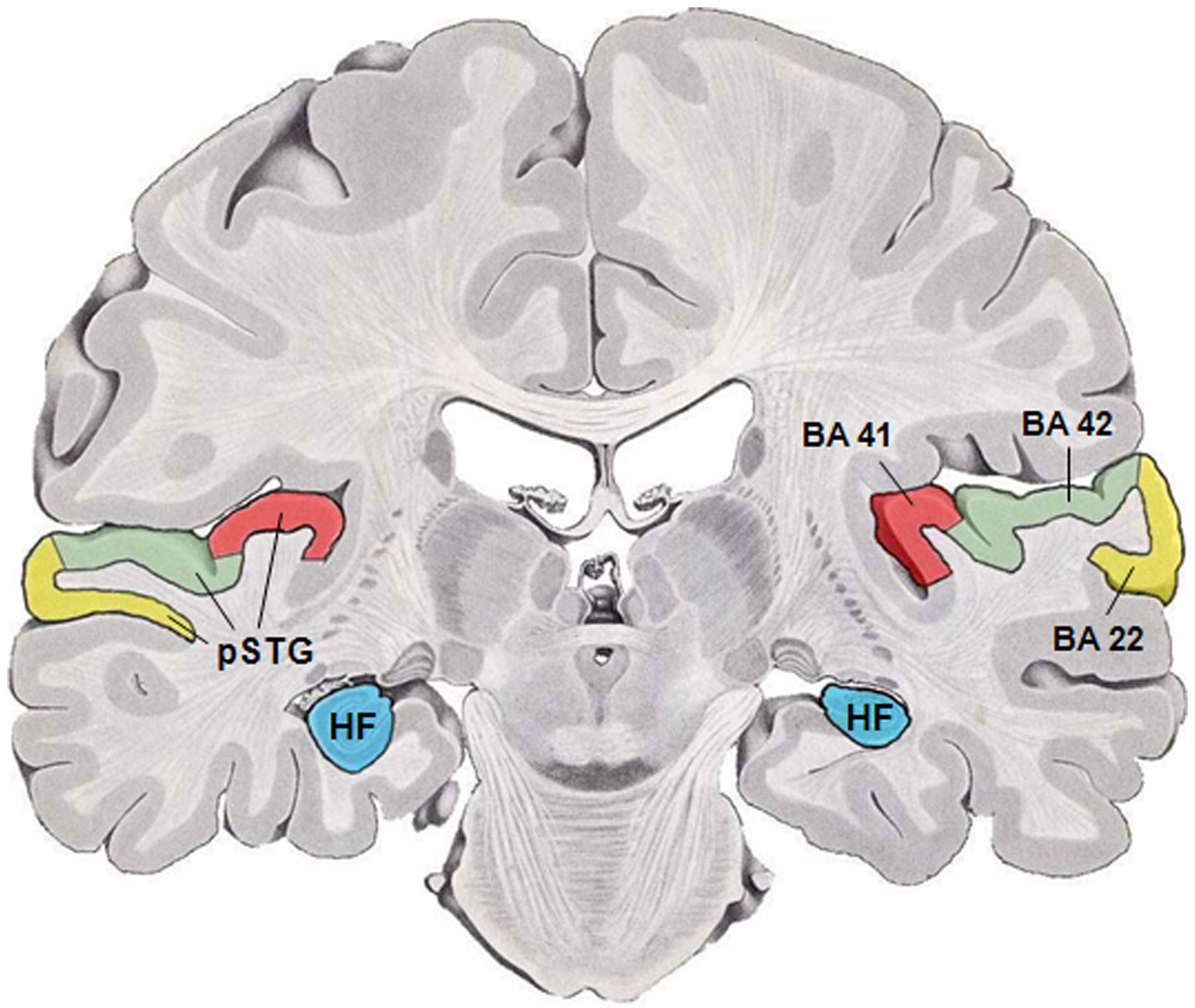
BA 22, 41, 42: Áreas de Brodmann 22 (amarela), 41 (vermelha) e 42 (verde) em um corte frontal. HF: Hipocampo, onde se processa a memória auditiva de curto prazo.

Córtex auditivo é a parte do cérebro que processa informações auditivas. É a parte do sistema auditivo que interpreta o tempo, harmonia, intensidade e frequência dos estímulos recebidos pelos ouvidos. Nos humanos se localiza bilateralmente nos lados superiores do lobo temporal, dentro do sulco lateral e compreendendo partes dos giros transversais temporais e do giro temporal superior, incluindo o planum polare e o planum temporale (área de Brodmann: 22, 41 e 42).

## Em outros animais
Ratos, gatos, macacos e outros mamíferos possuem córtex auditivo similar, por isso estudos animais foram realizados para avaliar seu funcionamento em humanos. Músicas também despertam emoções em primatas não-humanos.

## Doenças
Lesões nessa área por isquemia, hemorragia, encefalite ou tumor causam perda auditiva do mesmo lado (ipsilateral) e uma lesão bilateral causa surdez profunda ou neurológica. Porém os reflexos auditivos, como se afastar de ruídos explosivos, são preservados porque se originam no tronco encefálico .